# Пахоменко, Игорь Алексеевич
Игорь Алексеевич Пахоменко (род. 10 июня 1992 года, Новосибирск, Россия) — российский гимнаст, мастер спорта международного класса России. Серебряный призёр чемпионата Европы 2008 в командном первенстве среди юниоров; чемпион, серебряный и двукратный бронзовый призёр Европейского юношеского олимпийского фестиваля; многократный чемпион и призёр чемпионатов России. Участник Олимпийских игр в Лондоне 2012.

## Спортивная карьера
Игорь начал тренироваться в Новосибирске у заслуженного тренера России Дмитрия Чуносова, затем вместе с тренером переехали в Ленинск-Кузнецкий и  представляет Кемеровскую область.

### 2008
В 2008 году в составе юниорской сборной России стал серебряным призёром  первенства Европы по спортивной гимнастике в Швейцарии. Российская команда в составе Эмина Гарибова, Давида Белявского, Игоря Пахоменко, Кирилла Игнатенкова и Матвея Петрова стала второй, набрав  263,300 балла.  Россияне получили лучшую сумму баллов за перекладину (43,050), вторую – за коня (43,700) и брусья (43,800), третью – за кольца (43,100) и опорный прыжок (46,800). Менее удачно получились вольные упражнения, где был получен четвёртый результат – 42,850.
В американском Сан-Хосе в рамках "Гимнастического чемпионата Тихоокеанского кольца" Игорь выиграл соревнования  среди юниоров на перекладине, был вторым в многоборье и в упражнениях на коне, третьим – на вольных.

### 2009
На  чемпионате России в составе команды Сибирского федерального округа стал серебряным призёром в командных соревнованиях.
На европейском юношеском олимпийском фестивале в Тампере Игорь выиграл полный комплект медалей: вместе  с  Давидом  Белявским и Михаилом  Андреевым стал первым в командных соревнованиях, набрав в сумме 164 балла. В многоборье и на кольцах спортсмен стал бронзовым призёром, а на коне – серебряным.

### 2010
Выступление на Кубке России, где  спортсмен стал серебряным призёром в многоборье и на перекладине, бронзовым в вольных упражнениях, позволило ему войти в состав сборной России на чемпионат мира в Роттердаме.
2012
Удачные выступления в чемпионате и Кубке России позволили Игорю войти в мужской состав сборной России на Олимпийские игры в Лондоне. Индивидуально Игорь не отобрался, а командой занял лишь 6-е место.

## Результаты
| Год  | Турнир                                       | Место проведения | Вид программы        | Место | Очки    | Место (квалиф.) | Очки (квалиф.) |
| ---- | -------------------------------------------- | ---------------- | -------------------- | ----- | ------- | --------------- | -------------- |
| 2010 | XLII чемпионат мира по спортивной гимнастике | Роттердам        | Командное первенство | 6     | 263,170 | 6               | 355,076        |